# إسماعيل باشا الطرابلسي
إسماعيل باشا الطرابلسي (1780-1792) سياسي ورجل دولة عثماني كان في الأصل عبداً ونشأ وترعرع في طرابلس العثمانية (حالياً طرابلس بليبيا)، وارتفع إلى الصدارة، فأصبح كتخدا (مساعد/نائب) للقبطان باشا الشهير حسن باشا جزايرلي. كما كان حاكم إيالة مصر لولايتين (1788-89 و1789-91) وإيالة موره (1791-92).

## حاكم مصر
كان إسماعيل باشا بصحبة حسن باشا جزايرلي عندما أرسله السلطان عبد الحميد الأول على رأس القوات إلى مصر لطرد الأمراء المماليك بقيادة إبراهيم بك ومراد بك الذين كانا حكاماً فعليين للبلاد ي ذلك الوقت. عندما أنهى حسن باشا مهمته في القضاء على المماليك (مؤقتاً على الأقل) ترك إسماعيل باشا خلفه في مصر قبل رحيله، ثم وردت الأنباء إلى إسماعيل باشا بتعيينه الوالي العثماني على مصر في 2 ديسمبر 1788.
عندما وجد أمراء المماليك الذين كانوا في مفاوضات مع الحاكم السابق عبدي باشا الشركسي فيما يخص سلطتهم وممتلكاتهم في مصر أنه قد تم استبداله بإسماعيل باشا رفضوا إتمام الإتفاق، وقام عبدي باشا الذي كان غاضباً من هذا التحول واقالته بإرسال وسطاء إلى العاصمة اسطنبول لإقناع السلطان بإعادته إلى منصبه، فكان له ما أراد وفي غضون شهر وتحديداً في 3 يناير عام 1789 وصلت الأخبار بإعادة عبدي باشا حاكماً لمصر وباستبعاد إسماعيل باشا.
وبالرغم من ذلك وبعد أقل من شهر في 30 يناير 1789 وصل رسل من إسطنبول ومعهم أمر بإعادة إقالة عبدي باشا وتعيين إسماعيل باشا مرة أخرة، بعد جهود من صديقه حسن باشا جزايرلي الذي عرقل ما أتمه وسطاء عبدي باشا مما أدى لإقالته مرة أخرى.
في بداية ولايته الثانية وصلت الأخبار من إسطنبول أن الإمبراطورية العثمانية حازت على نصر وجيز في الحرب الروسية التركية عندما اجتاحوا منطقة بانات المنطقة التي احتلت سابقاً من قبل الروس (على الرغم من خسارة العثمانيين للحرب بعد ذلك)، فأمر إسماعيل باشا بالاحتفالات في القاهرة، وبدأ بتبييض وتنظيف جدران جامعة الأزهر وغيرها. ثم وصلت الأنباء الأنباء بوفاة السلطان عبد الحميد الأول 7 أبريل ليخلفه سليم الثالث، وكذلك إقالة حسن باشا جزايرلي من منصبه كقبطان باشا بعد أن شغل المنصب كتب لمدة 20 عاماً. يُذكر أن إسماعيل باشا استشاط غضباً من رجل يُدعى عبد الوهاب أفندي بوشناق (البوسني) بعدما انتقصه ذات مرة فصفعه على وجهه ونتف لحيته قبل أن يبعده وزرؤه بعيداً.
في أوائل عام 1791 اجتاح مصر طاعون عارم قتل العديد من كافة الأعمار وحُفرت المقابر الجماعية وكان من الوفيات اسماعيل بك الكبير الأمير المملوكي المفضل حينئذ، بعد وفاته تنافس أمراء المماليك من سيتولى قيادة الأمراء.
في الأيام القليلة الأولى من شهر مايو 1791، رسالة وصلت من إسطنبول، نافيا إسماعيل باشا من منصب الحاكم واستبداله بعزت محمد صفران بولو باشا. بعد أن أصبح إسماعيل باشا إيالة موره (حالياً شبه جزيرة بيلوبونيز في اليونان)،  فتذمر أمراء المماليك من أن إسماعيل باشا، الذي كان مألوفا لهم، تم استبداله بقبل شخص غريب وطلبوا منه إرسال طلب  ليظل حاكم مصر. رفضإسماعيل باشا ذلك وفي عاجلة بدأ يحزم أمتعته للرحيل، مما جعل الأمراء يشتبهون في أن هذا التسرع بسبب الديون غير المسددة إلى الخزينة فأجبروه على البقاء في مصر حتى يصل الحاكم الجديد ويبحث الأمر، فوضعوه تحت الإقامة الجبرية إلى أن وصل الحاكم الجديد ودفع إسماعيل باشا دفع ما هو مستحق وغادر أخيراً على سفينة إلى المورة في 26 يونيو 1791.

## حكمه المورة ووفاته
بعد وصوله إلى المورة في وقت ما في أواخر صيف عام 1791، تم إسماعيل باشا إقالة من هذا المنصب في وقت لاحق هذا العام أو العام التالي (1792) وإلغاء وزارته. قام بشحن ممتلكاته إلى تونس والأراضي الأجنبية وتم وضعه تحت الإقامة الجبرية. وبعد تحريره  انتقل إلى توسكانا في إيطاليا. على الرغم من أن الحكومة النمساوية ساعدت في عودته للخدمة المدنية إلى أنه بقي في توسكانا وتوفي هناك.